# Lissoclinum tasmanense
Lissoclinum tasmanense is een zakpijpensoort uit de familie van de Didemnidae. De wetenschappelijke naam van de soort is, als Cystodytes tasmanensis, voor het eerst geldig gepubliceerd in 1954 door Kott.